# John Posey
John Sanford Posey (ur. 7 lutego 1956 w Hartford) – amerykański aktor telewizyjny, filmowy i teatralny, scenarzysta.

## Życiorys

### Wczesne lata
Urodził się w Hartford w stanie Connecticut jako syn Williama „Billa” McCutcheona Poseya Jr. i Joan (z domu Armstrong). Jego dziadek William był synem Alfreda Poseya i Christine Elizy Cook, która pochodziła ze Szkocji. Z kolei babka ze strony ojca Lucy B. McCutchen była córką Charlesa Wesleya McCutchena i Mary Josephine Kennard. Ma pochodzenie angielskie, miał także irlandzkich, niemieckich i francuskich odległych przodków. W 1981 ukończył University of Florida.

### Kariera
W 1985 występował z grupą komediową „Comedia” w Atlancie w stanie Georgia. Rok później debiutował na ekranie w thrillerze Michaela Manna Łowca (Manhunter, 1986) na podstawie powieści Thomasa Harrisa u boku Williama Petersena i Dennisa Fariny. Następnie został wybrany do roli Danny’ego Tannera w serialu ABC Pełna chata (Full House), którego pilotowy odcinek wyemitowano w roku 1987; jednak ostatecznie został zastąpiony przez Boba Sageta.

### Życie prywatne
W październiku 1991 roku poślubił Cyndi Garcię, z którą ma czwórkę dzieci: trzech synów – Dereka, Tylera i Jessego oraz jedną córkę Mayrę. Zamieszkał z rodziną w Los Angeles.

## Filmografia

### Filmy fabularne
- 1986: Łowca (Manhunter) jako pan Jacobi
- 1987: Jeniec wojenny (In Love and War, TV) jako Pasquarelli
- 1990: Perry Mason: Niepokorna córka (Perry Mason: The Case of the Defiant Daughter, TV) jako David Benson
- 1992: Zwariowane wakacje (Out on a Limb) jako Analityk
- 1993: RoboCop 3 jako Tata Nikko
- 1995: Książę miłości (The Price of Love, TV) jako sierżant Albro
- 1999: Love American Style (TV) jako Dustin
- 1999: California Myth jako Joe
- 2002: Thirst jako Ed
- 2010: Healing Hands jako Henry Ferguson
- 2010: Legendary jako trener Tennent
- 2011: Od głowy (From The Head) jako pan Roberts
- 2013: W.M.D. jako prezydent

### Seriale TV
- 1987: Pełna chata (Full House) jako Danny Tanner
- 1988: Dallas jako Alan Bodine
- 1990: Zdrówko (Cheers) jako Lars
- 1991: Kroniki Seinfelda (Seinfeld) jako dr Fein
- 1993: Against the Grain jako Stan Langston
- 1995: Szeryf (The Marshal) jako Tucker Beedle
- 1995: My Wildest Dreams jako John McGinnis
- 1996: NewsRadio jako Scott Barker
- 1996: Klient (The Client) jako Jim Addison
- 1997: JAG – Wojskowe Biuro Śledcze (JAG) jako oficer śledczy wypadku
- 1997: Kameleon (The Pretender) jako Stan Conrad
- 1997: Szpital Dobrej Nadziei (Chicago Hope) jako pilot
- 1998: Misja w czasie (Seven Days) jako szeryf / dyrektor fabryki
- 1998: Nic świętego (Nothing Sacred) jako Gregory
- 1998: Z Ziemi na Księżyc (From the Earth to the Moon) jako John Young
- 2000: Sprawy rodzinne (Family Law) jako Ken Bowmer
- 2000: Hollywood Off-Ramp jako R.J. Penny
- 2001: Doc jako dr Jakke
- 2001: Jordan w akcji (Jordan) jako dr Cal Yarborough
- 2001: Powrót do Providence (Providence) jako Stanley Green
- 2003: Doc jako Donny
- 2006: Ostry dyżur (ER) jako pan Ramsey
- 2006: 24 godziny jako Carl Mossman
- 2007: Just Jordan jako trener Kelly
- 2008: Imprezowo (Swingtown) jako Sullivan
- 2008: Dowody zbrodni (Cold Case) jako Rick Rendell '08
- 2008: Orły z Bostonu (Boston Legal) jako przewodniczący kompletu sędziowskiego Roberts
- 2011: Zabójcze umysły: Okiem sprawcy (Criminal Minds: Suspect Behavior) jako Główny Spurell
- 2011: Agenci NCIS (NCIS) jako Lance Simmons
- 2013: Kości (Bones) jako Sam Gilford
- 2013: Jej Szerokość Afrodyta (Drop Dead Diva) jako Franklin Rhodes
- 2013: Zabójcze umysły (Criminal Minds) jako detektyw Tom Landry
- 2014: Agenci NCIS: Los Angeles (Agenci NCIS: Los Angeles) jako generał wojska Keys
- 2014–2015: Sposób na morderstwo (How to Get Away with Murder) jako Bill Millstone
- 2015: Skorpion (serial telewizyjny) jako dyrektor ratunkowy LAFD